# Urindoeuropeisk mytologi
Urindoeuropeisk mytologi är namnet på den ursprungliga mytologi eller religion som forskare har rekonstruerat för urindoeuropéerna.
Urindoeuropéerna lämnade inte efter sig några skriftliga lämningar, men forskare har rekonstruerat en hypotetisk mytologi genom att jämföra olika indoeuropeiska folkslags mytologier med varandra, och identifiera likheter. Det finns både gudagestalter och olika mytologiska berättelser som i olika former förekommer hos de flesta indoeuropeiska folkslag.
Dessa likheter har, tillsammans med andra metoder, identifierats lingvistiskt genom att hitta kognater för olika gudanamn. Exempelvis har forskare lagt märke till regelbundna ljudutvecklingar från urindoeuropeiska till olika språk, där exempelvis Dyáuṣpitṛ́ från vedisk mytologi, Diēspiter (Jupiter) från romersk mytologi, och Zeús från grekisk mytologi alla härstammar från den urindoeuropeiska termen *Dyḗws Ph₂tḗr. Det finns flera olika åsikter kring hur det tillgängliga materialet ska tolkas. De mytologier som främst används är den indo-iranska, den baltiska, den nordiska och den romerska mytologin, med stöd från den hettitiska, den grekiska, den keltiska och slaviska. 
Med hjälp av att jämföra språkliga bevis, gudars attribut, och historiska myter från olika folkgrupper har flera gudar rekonstruerats med relativt hög säkerhet. Dessa inkluderar *Dyḗws Ph₂tḗr, dagsljushimlens gud; hans gemål *Dʰéǵʰōm, jordmodern; hans dotter *H₂éwsōs, gryningsgudinnan; hans söner, de gudomliga tvillingarna; och *Seh₂ul och *Meh₁not, en solgudinna respektive mångud. Vissa gudar, som väderguden *Perkʷunos och vallguden *Péh₂usōn, finns endast belagda i ett begränsat antal traditioner, och kan därför representera senare tillägg som inte fanns med i den urindoeuropeiska mytologin från början. 

## Gudapanteon
- *Dʰéǵʰōm  - Moder Jord, jordgudinnan, gift med Dyēus.
- De gudomliga tvillingarna - Fader Himmels tvillingsöner. Ryttare och halvgudar som uppträder som hjältar och helbrägdagörare.
- *Dyēus eller *Dyḗws Ph₂tḗr - Fader Himmel, himmelns och dagsljusets gud, gift med Dʰéǵʰōm.
- *Hausōs eller *H2éwsōs - Gryningens gudinna, dotter till Fader Himmel.
- *Péh₂usōn - Herdeguden (inte universellt förekommande).
- *Perkwunos eller *Perkʷunos  - Väderguden (inte universellt förekommande).
- *Seh₂ul - Solgudinnan.